# Paul Lapeira
Paul Lapeira (* 25. Februar 2000 in Fougères) ist ein französischer Radrennfahrer.

## Sportlicher Werdegang
Nach dem Wechsel in die U23 fuhr Lapeira 2019 und 2020 zunächst für den Radsportverein Chambéry CF. 2021 wechselte er in die U23 von AG2R Citroën Team. Für sein neues Team gewann er mit der Trofeo Città di San Vendemiano gleich das erste Rennen der Saison. Zum Ende der Saison folgte mit Il Piccolo Lombardia der zweite und bisher wichtigste Erfolg der Karriere.
Nachdem er Ende 2021 bereits als Stagaire für AG2R Citroën fuhr, wurde er zur Saison 2022 festes Mitglied im UCI WorldTeam. Beim Giro d’Italia 2023, seiner ersten Teilnahme an einer Grand Tour, eroberte er auf der zweiten Etappe das Maglia Azzurra, das er auf der dritten Etappe trug. Jedoch musste er bereits auf der vierten Etappe – als erster Fahrer des gesamten Pelotons – das Rennen aufgeben. Am Ende der Saison bestritt er die Vuelta a España, bei der er den 109. Gesamtrang belegte. Anfang 2024 feierte er mit der Classic Loire-Atlantique und der Cholet Agglo Tour seine ersten Siege als Profi, wobei er das Ziel beide Male als Solist erreichte. Im April gewann er mit der zweiten Etappe der Baskenland-Rundfahrt sein erstes World-Tour-Rennen, diesmal im Bergaufsprint. Im Juni wurde er im Straßenrennen erstmals französischer Meister.

## Erfolge
2018
- Mannschaftszeitfahren und Nachwuchswertung Aubel-Thimister-Stavelot
- Mannschaftszeitfahren Tour des Portes du Pays d'Othe

2019
- Mannschaftszeitfahren Giro della Regione Friuli Venezia Giulia

2021
- Trofeo Città di San Vendemiano
- Piccolo Lombardia

2024
- Classic Loire-Atlantique
- Cholet Agglo Tour
- eine Etappe Baskenland-Rundfahrt
- Französischer Meister – Straßenrennen
- Polynormande

2025
- eine Etappe Polen-Rundfahrt

## Grand Tour-Platzierungen
| Grand Tour            | 2023 | 2024 | 2025 |
| --------------------- | ---- | ---- | ---- |
| Giro d’ItaliaGiro     | DNF  | –    | –    |
| Tour de FranceTour    | –    | 88   | –    |
| Vuelta a EspañaVuelta | 109  | –    | …    |